# Cis bisetosus
Cis bisetosus es una especie de coleóptero de la familia Ciidae.

## Distribución geográfica
Habita en las islas Marquesas.